# 台閣體
台閣體是指在明永樂至天順年間所盛行的文体。
自明成祖永樂至明英宗天順年間（1403年—1464年），明朝政權趨於穩固，而且上下圖治，社會承平，加上先前明太祖大興文字獄的威嚇，詩壇一片恭順平和，遂出現以臺閣重臣「三楊」（杨士奇、楊榮、楊溥）為代表的「臺閣體」。
其實，三楊均是承平之世的能臣賢相，他們的詩作，大多屬應制頌聖、題贈之章，自然以恭維頌美、歌詠太平為主要內容，往往顯得辭氣安閒，雍容文雅，惟欠缺個人真情實意的抒發。
在臺閣體盛行詩壇期間，也出現諸多不滿「臺閣體」的別體流派，其中以「茶陵派」的影響最為深遠。其領袖人物李東陽（1447—1516），以擬古樂府著稱，並從格調、法度方面論詩，推崇大李杜，主張詩貴「真情實意」。由於李東陽地位顯要，主盟文壇，一時風雲際會，追隨者眾。儘管「茶陵派」詩作尚未完全擺脫臺閣氣息，卻已為前後七子的宗唐復古掀開序幕。